# Béatrice de Rothschild

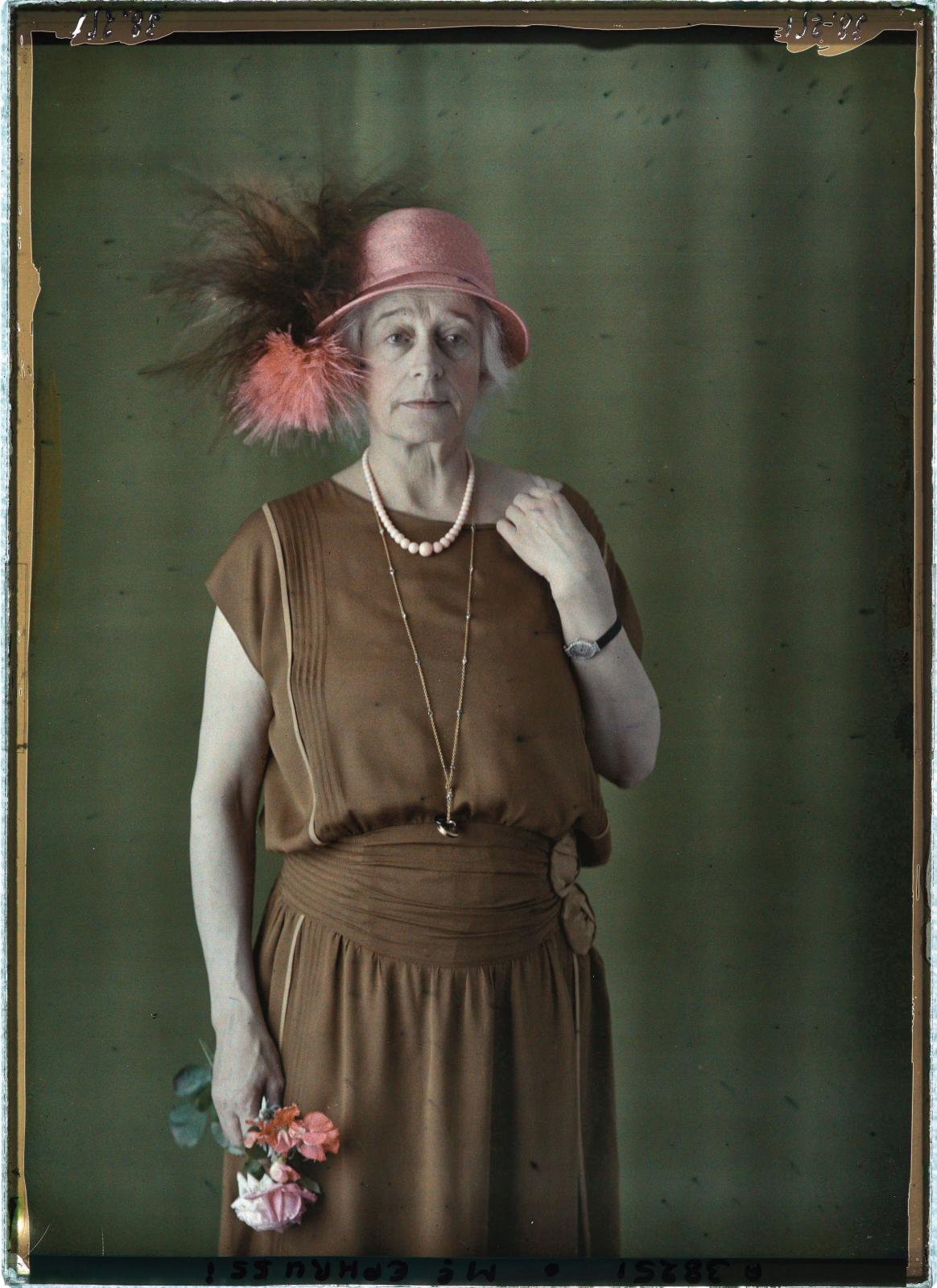
Béatrice de Rothschild-Ephrussi (1923)

Béatrice de Rothschild (* 14. September 1864 in Paris; † 7. April 1934 in Davos) war eine französische Kunstsammlerin und Mäzenin.

## Leben
Charlotte Béatrice wurde als jüngstes von drei Kindern des französischen Bankiers Alphonse de Rothschild und seiner Frau Leonora de Rothschild (1837–1911), Tochter des englischen Bankiers Lionel de Rothschild, 1864 in Paris geboren. Sie war eine Enkelin von James de Rothschild, dem Begründer des französischen Zweigs der Rothschild-Familie. Sie heiratete 1883 den russischen Bankier Maurice Ephrussi (1849–1916) aus der Familie Ephrussi. Nach dem Tod des Vaters kaufte sie 1905 ein sieben Hektar großes Grundstück in Saint-Jean-Cap-Ferrat an der Côte d’Azur, auf dem sie eine Villa errichten und prachtvolle Gärten anlegen ließ. In der Villa trug sie eine von ihrem persönlichen Geschmack geprägte Sammlung von Möbeln, Textilien, Tapisserien, Porzellan und Objekten aus Schmiedeeisen aus ganz Europa zusammen, während sie wenig Wert auf eine Ergänzung der Niederländer-Sammlung ihres Vaters legte. Die wenigen impressionistischen Gemälde der Kollektion sind wahrscheinlich Erwerbungen von Maurice Ephrussi.
Béatrice de Rothschild starb 1934 in Davos und wurde am 11. April auf dem Pariser Friedhof Père-Lachaise begraben.

## Die Villa Ephrussi de Rothschild

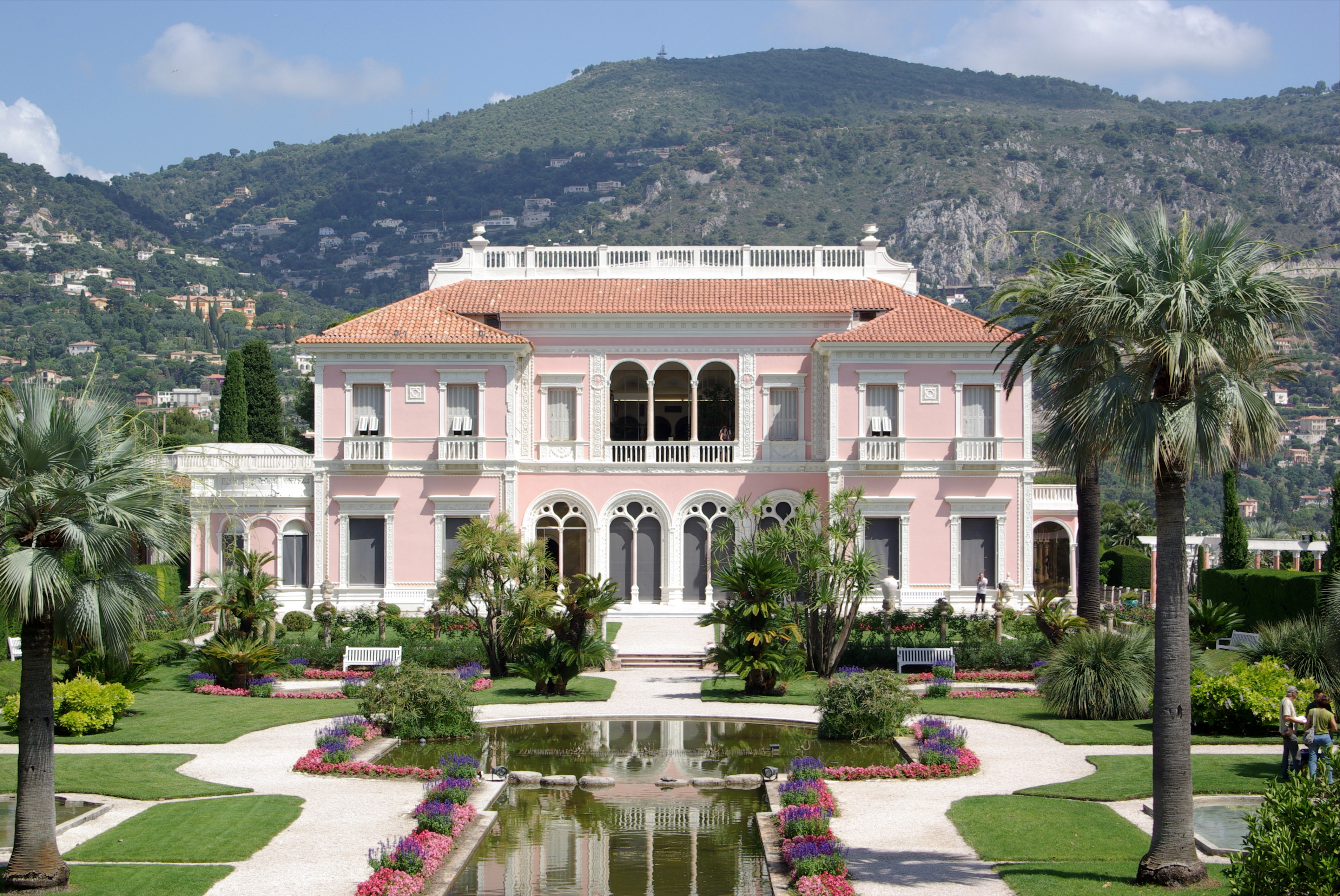
Villa Ephrussi de Rothschild. Erbaut 1907 bis 1912 im Goût Rothschild

Von 1907 bis 1912 errichtete sie eine imposante Villa im italienischen Renaissancestil, die Villa Ephrussi de Rothschild.
Die Villa vermachte sie der Académie des Beaux-Arts des Institut de France. Die Villa, die auch Schauplatz des James-Bond-Filmes Sag niemals nie (1983) war, ist für Publikum geöffnet und kann besichtigt werden.